# Thismia fumida
Thismia fumida är en enhjärtbladig växtart som beskrevs av Henry Nicholas Ridley. Thismia fumida ingår i släktet Thismia och familjen Burmanniaceae. Inga underarter finns listade i Catalogue of Life.